# Woincourt
Woincourt là một xã ở tỉnh Somme, vùng Hauts-de-France, Pháp.

## Địa lý
Thị trấn này có cự ly khoảng 15 dặm Anh (24 km) về phía tây nam của Abbeville, tại giao lộ của đường D2 và D1925.

## Dân số
| 1962                                                  | 1968 | 1975 | 1982 | 1990 | 1999 |
| ----------------------------------------------------- | ---- | ---- | ---- | ---- | ---- |
| 1422                                                  | 1451 | 1541 | 1511 | 1511 | 1531 |
| Số liệu dân số từ năm 1962, dân số không tính hai lần |      |      |      |      |      |